# Wanted: Monty Mole
Wanted: Monty Mole – komputerowa gra platformowa autorstwa brytyjskiego projektanta Petera Harrapa, wydana w 1984 roku przez brytyjskie przedsiębiorstwo Gremlin Interactive.

## Rozgrywka
Bohaterem Wanted: Monty Mole jest tytułowy kret Monty, którego zadaniem jest dokonanie kradzieży węgla w kopalniach strajkujących robotników pod przywództwem króla Arthura i przejęcie kontroli nad wydobyciem węgla w Wielkiej Brytanii. Wanted: Monty Mole jest dwuwymiarową grą platformową w widoku bocznym, w której gracz musi zdobyć jak najwięcej sztabek węgla, a następnie wydostać się z zamku strzeżonego przez robotników. Na drodze stoją żywe przeszkody, z którymi zetknięcie się skutkuje utratą ikony życia. Utracenie wszystkich ikon życia powoduje zakończenie gry.

## Odbiór
Wanted: Monty Mole został ciepło przyjęty przez brytyjską prasę specjalistyczną. Magazyn „Crash” porównywał Wanted do innych gier platformowych wydanych w Wielkiej Brytanii: Manic Minera (1983) i Jet Set Willy’ego (1984) Matthew Smitha, chwaląc grę Harrapa za „znakomitą” oprawę graficzną i „dobre” użycie kolorystyki, a także szybko narastający poziom trudności. Podczas gdy Jeremy Smith z czasopisma „Personal Computing Games” uznawał dzieło Harrapa za „pierwszą polityczną grę komputerową”, Chris Anderson z tego samego pisma przekonywał, że elementów politycznych jest w Wanted niewiele aż do samego finałowego starcia z królem Arthurem; jeden z nielicznych głosów sceptycyzmu pochodził od Martyna Smitha, który twierdził, że gra Harrapa w świetle Jet Set Willy’ego jest już „staroświecka”.

## Spuścizna
Wanted: Monty Mole był często interpretowany jako gra otwarcie polityczna; zamek „króla Arthura”, który kret Monty musi zinfiltrować, stanowił parodię górniczych związków zawodowych pod przywództwem Arthura Scargilla, których strajk w 1984 roku brutalnie zdławiła ówczesna premier Wielkiej Brytanii Margaret Thatcher. Wielkie powodzenie Wanted zachęciło Harrapa do produkcji trzech kolejnych sequeli: Monty is Innocent (1985), Monty on the Run (1986), Auf Wiedersehen Monty (1987); powstał też nieoficjalny sequel, Impossamole (1990). W 2022 roku Harrap za pośrednictwem wydawnictwa Pixel Games UK wydał wersję na komputery osobiste za pośrednictwem platformy dystrybucji cyfrowej Steam. W grudniu 2023 roku na Nintendo Switch pojawił się port programistyczny całej serii Harrapa, zatytułowany The Monty Mole Collection i zawierający możliwość wyboru poziomu trudności, zapisu stanu gier oraz cofania czasu po utracie ikony życia.